# Église Saint-Étienne de Friville-Escarbotin
L'église Saint-Étienne de Friville est une église catholique située sur le territoire de la commune de Friville-Escarbotin, dans le département de la Somme, en France, à l'ouest d'Abbeville.

## Historique
Le chœur de l'église Saint-Étienne de Friville a été construit au XVIe siècle. Il est protégé au titre des monuments historiques : inscription par arrêté du 29 décembre 1981.

## Caractéristiques
L'église de Friville est construite selon un plan basilical traditionnel, sans transept. La nef est plus basse que le chœur, elle est prolongée par une tour-clocher. Le bâtiment est renforcé par des contreforts en brique. Le chœur a conservé des verrières du XVIe siècle et un maître-autel avec retable du XVIIIe siècle. Ce retable peint en faux marbre a été séparé de l'autel et la toile centrale a été remplacée par un Sacré-Cœur en plâtre
L'église conserve également plusieurs œuvres protégées en tant que monuments historiques au titre d'objets :
- du XVe siècle :
  - statue de saint Étienne en pierre polychrome (la tête semble refaite au XIXe siècle).
- du XVIe siècle :
  - statue de la Vierge au Calvaire en bois polychrome ;
  - statue du Christ en croix ;
  - statue de saint Antoine ;
  - statue de saint évêque en bois polychrome ;
  - statue de deux saints en bois polychrome ;
- du XVIIe siècle :
  - statue de saint Honoré en bois peint ;
- du XVIIIe siècle :
  - statue de sainte Catherine, en bois peint ;
  - statue de saint évêque en bois polychrome ;
  - statue de saint Honoré en bois polychrome ;
  - statue de saint Théodore en bois polychrome ;
- du XIXe siècle,
  - tableau sur toile représentant la Décollation de saint Jean-Baptiste ;
  - tableau sur toile représentant le Christ bénissant ;
  - tableau sur toile représentant la Descente de croix ;
  - tableau sur toile représentant saint Zéphirin ;
  - tableau sur toile représentant la Lapidation de saint Etienne (1825) ;
  - statue de la Vierge de l'Assomption en bois peint ;
  - chaire à prêcher en bois, de style néo-gothique ;
  - boiserie du chœur ;
  - un lustre.

Contre l'église, se trouve une chapelle due aux frères Duthoit. Elle abrite la tombe de la comtesse d'Hardivillers décédée le 20 juin 1898 au château de Friville, celle du comte Éléanor-Jean d'Hardivillers, décédé en 1822 et de son épouse Marie-Antoinette de Coppequesne.

## Photos

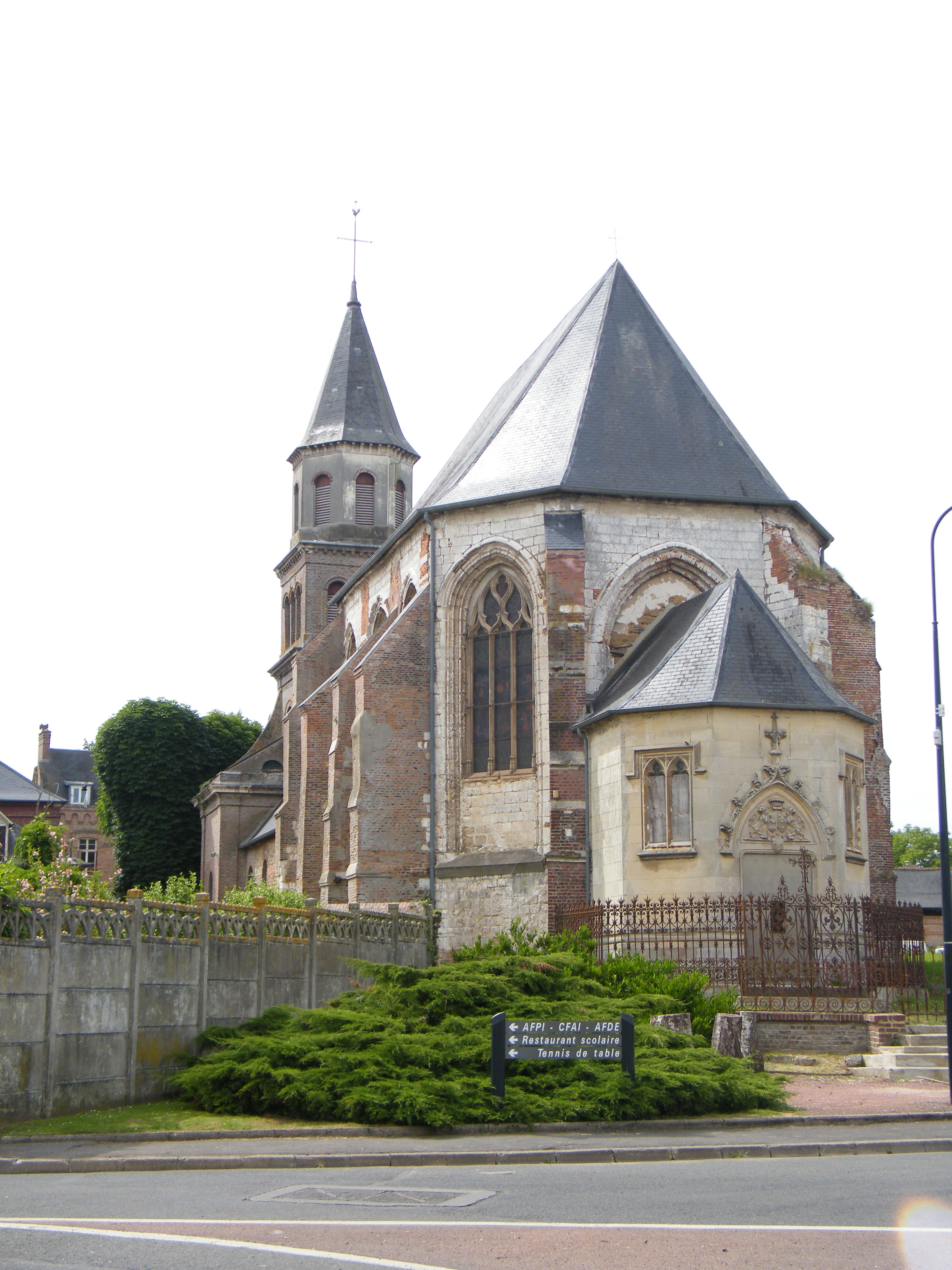
Chevet armorié.
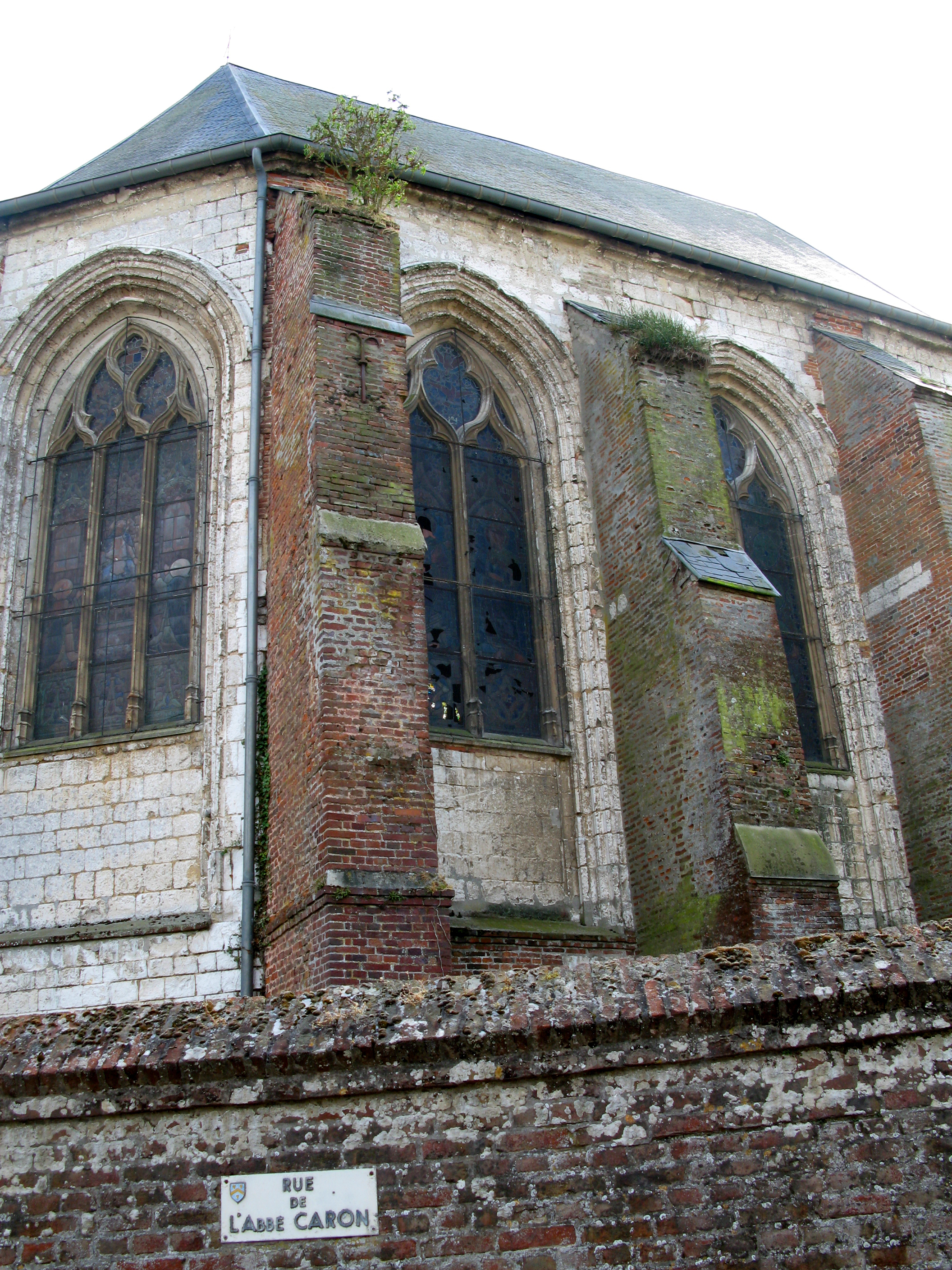
Chœur côté nord.
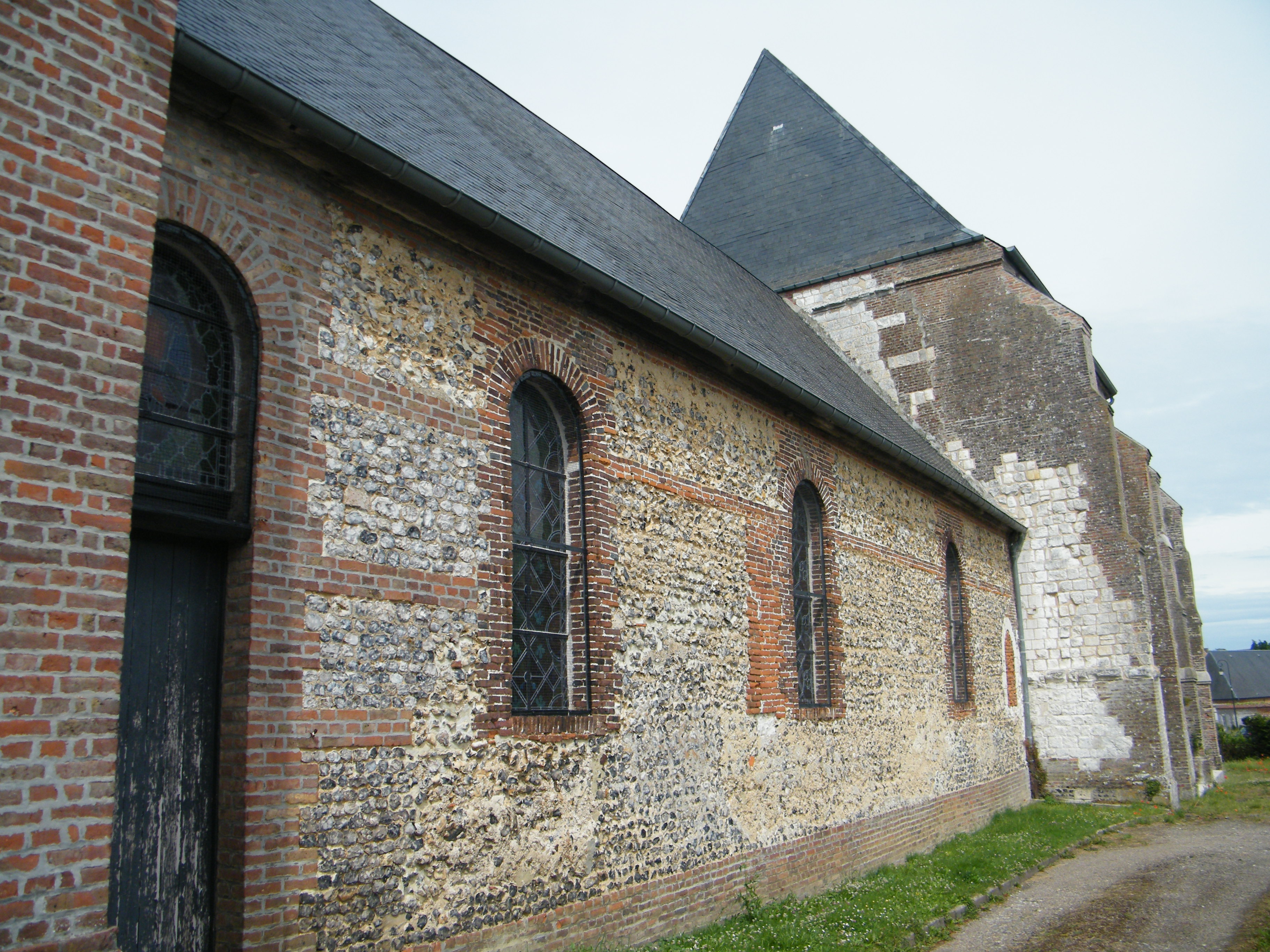
Appareillage de silex taillés côté sud.